# Metropolia Ancona-Osimo
Metropolia Ancona-Osimo – metropolia Kościoła rzymskokatolickiego we Włoszech, jedna z trzech metropolii w regionie kościelnym Marche. Powstała 15 sierpnia 1972. W jej skład wchodzi metropolitalna archidiecezja Ancona-Osimo oraz trzy diecezje i prałatura terytorialna. Od 2017 godność metropolity sprawuje arcybiskup Angelo Spina.
W skład metropolii wchodzą:
- Archidiecezja Ancona-Osimo
  - Diecezja Fabriano-Matelica
  - Diecezja Jesi
  - Diecezja Senigallia
  - Prałatura terytorialna Loreto